# Allaines-Mervilliers
Allaines-Mervilliers è un comune francese di 353 abitanti situato nel dipartimento dell'Eure-et-Loir nella regione del Centro-Valle della Loira.

## Società

### Evoluzione demografica
Abitanti censiti